# Monumento a Gaetano Negri
Il monumento a Gaetano Negri è una scultura in bronzo posta su un basamento in pietra nei giardini pubblici di Milano.

## Descrizione
La statua di Gaetano Negri fu realizzata dallo scultore Luigi Secchi e inaugurata l'11 ottobre 1908.
Sono presenti tre epigrafi dettate da Michele Scherillo, genero di Negri.
Sul fronte: «A / Gaetano Negri / amici ed ammiratori / d'ogni parte d'Italia / 1838-1902».
Sul lato destro: «Alla sua mente gagliarda / di pensatore e di critico / nessuna vetta della scienza / parve ardua / nessun abisso metafisico / imperscrutabile».
Sul lato sinistro: «Tra le armi / nei Consigli dello Stato e del Comune / pugnò impavido / per la dignità della patria italiana / per la grandezza ch'ei previde sicura / di questa sua città dilettissima».